# Meridian, Mississippi
Meridian là một thành phố thuộc quận Lauderdale trong tiểu bang Mississippi, Hoa Kỳ. Thành phố có diện tích km², dân số theo điều tra năm 2000 của Cục điều tra dân số Hoa Kỳ là người.